# Vedia A10
Vedia A10 – odtwarzacz plików audio polskiej firmy Vedia. Jest to pierwszy polski odtwarzacz audio, którego założenia techniczne, wygląd obudowy oraz oprogramowanie wymyślała polska marka. Oprogramowanie odtwarzacza rozwijane jest bezpośrednio przez firmę Vedia. Obudowę modelu A10 zaprojektował Marcin Laskowski z firmy Melounge Studio.
Koncept odtwarzacza został przedstawiony we wrześniu 2008 roku. W Polsce model A10 dostępny jest od 15 grudnia 2008 w kolorach obudowy czarny i czarno-srebrny. Światową premierę model A10 miał na targach CES w styczniu 2009, na których pokazało także 11 nowych wersji kolorystycznych.
Wersje kolorystyczne A10 dostępne są w Polsce w sprzedaży od lutego 2009. Każdy z 11 kolorów dostępny jest wyłącznie w liczbie 350 sztuk tylko w pojemności 2 GB. Po wyczerpaniu zapasów, Vedia wybierze najpopularniejsze kolory i wprowadzi je do stałej oferty w różnych pojemnościach.
W marcu 2009 roku pojawiła się limitowana edycja Vedia Idunn A10 Jantar. Odtwarzacz ten kosztował 22 000 zł. Jego cenę uzasadnia fakt, wykonania go w całości ręcznie ze srebra próby 925 oraz wykończeń z 18-karatowego złota. Tył obudowy odtwarzacza pokryty jest płatem bałtyckiego bursztynu z jednego kawałka (nie kruszonego). Wyjścia słuchawkowe wykończone są drewnem hebanowym aby izolować je od srebrnej obudowy. Odtwarzacz powstał tylko w 3 egzemplarzach. Maksymalna przewidziana liczba egzemplarzy to dziesięć, a czas wykonania jednej sztuki na zamówienie to 2 miesiące.

## W zestawie[3]
- odtwarzacz Vedia A10
- słuchawki typu pchełki Vedia SRS-300 (model SRS-200 został zastąpiony modelem SRS-300)
- ładowarka USB
- kabel USB
- smycz
- silikonowe etui

## Cechy urządzenia[4]
- serce playera to SoC (System-on-Chip) Sigmatel 3770
- małe wymiary (30 × 64 x 14 mm Szerokość x Wysokość x Grubość)
- lekka konstrukcja – 46 g (z akumulatorem)
- wyświetlacz OLED (czarno-biały, 10 stopniowa regulacja kontrastu, 5 linii)
- menu całkowicie w języku polskim (dostępny też angielski i chiński)
- dostępny w 13 kolorach obudowy (wersje 4GB i 8 GB tylko w wersji czarnej i szarej)
- intuicyjna nawigacja pięciokierunkowy joy + przyciski funkcyjne
- dwa wyjścia słuchawkowe o jednakowej mocy (2x 25 mW na kanał)
- system SRS WOW HD do poprawy brzmienia i basu
- wbudowany tuner FM (Częstotliwości 75.0 MHz ~ 108.0 MHz) programowalne 30 stacji
- możliwość nagrywania audycji radiowych do formatu WAV PCM (256 kb/s, 16 bitów, mono)
- funkcja zegarka (nawet przy wyłączonym odtwarzaczu)
- fm transmiter do 1,5 m
- czytnik kart microSD (do 2 GB), microSDHC (do 16 GB)
- szybkie transfery przez USB 2.0
- wbudowany mikrofon
- edycja częstotliwości radia poprzez specjalny pliki INI (po aktualizacji FW również częstotliwości transmitera FM)
- typ połączenia UMS / MTP
- wsparcie formatów bezstratnych[5]
- nie planowane jest wsparcie Rockboxa

## Obsługiwane formaty audio
- mp3 do ~320 kbps
- wma do ~320 kbps
- ogg do ~Q10 (dostępne po aktualizacji firmware)
- flac do ~714 kbps
- ape do ~1.1 mbps
- wav do ~384 kbps
- aac z ADTS (ale nie "raw")
- mp4 z aac

## Inne pliki
- Tekst (TXT) – UNICODE
- Karaoke (LRC) – UNICODE

## Obsługiwane formaty tagów
- mp3 IDTag w v2 do wersji 2.3. Wersja 2.4 nie jest obsługiwana
- mp4
- aac

## Funkcje firmware
- resume – zapamiętywanie ostatnio odtwarzanego utworu (tylko z pamięci wewnętrznej)
- fade in – stopniowe pogłaśnianie utworu po pauzie
- auto play – automatyczny rozpoczęcie odtwarzania muzyki po starcie
- auto back (JumpSetting) – automatyczny powrót do okna odtwarzania muzyki przy bezczynności
- stan baterii podawany także w procentach
- Ear protection – ochrona słuchu dzieci i młodzieży (ogranicza głośność do poziomu bezpiecznego dla słuchu)
- 6 predefiniowanych ustawień equalizera i dwa ustawienia użytkownika
- ustawienia użytkownika w zakresie 5 częstotliwości +/- 15 każda
- obsługa plików muzycznych po ID Tagach oraz folderach
- integracja karty pamięci i pamięci stałej w nawigacji po ID Tag
- funkcja equalizera także przy słuchaniu radia (tylko przy niektórych wersjach firmware)
- możliwość używania jednocześnie equalizera i ustawień SRS WOW HD
- limit rozpoznawanych plików audio – 2000 (po aktualizacji oprogramowania – 4000)

## Propozycje zmian w oprogramowaniu (001.004.xx)[6]
- Rozwiązanie problemu z resume (zapamiętywanie playlisty)
- Dodanie wyboru jakości nagrywania dźwięku
- Dodanie funkcji wyboru typu sortowania plików (alfabetycznie lub po dacie wgrania)
- Dodawanie nazw dla stacji radiowych poprzez pliki INI
- Wybór funkcji przypisanych do długiego wciśnięcia przycisku A-B
- Wybór trybu pracy po podłączeniu do ładowania / PC (dane i ładowanie, praca i ładowanie lub tylko ładowanie)
- Dodanie obsługi playlist m3u lub pls

## Problemy użytkowników
Pojedynczy użytkownicy skarżyli się na słabą widoczność wyświetlacza w słońcu, niewygodny slot na karty microSD oraz niską jakość klapki zasłaniającej port Mini USB (problem pierwszej partii A10 z 2008 roku). Problemy sprawia również „oczko” do przewleczenia smyczy – jest źle zaprojektowane i założenie smyczy jest bardzo czasochłonne. Wiele problemów zostało zlikwidowanych przy aktualizacjach firmware.